# Good to Know
Good to Know – czwarty studyjny album amerykańskiej piosenkarki JoJo. Wydawnictwo ukazało się 1 maja 2020 roku nakładem wytwórni muzycznej Clover Music, która posiada umowę dystrybucyjną z wytwórnią Warner Records. Pierwszym singlem promującym wydawnictwo został wydany 13 marca utwór „Man”. Album zadebiutował na 33. miejscu notowania Billboard 200.

## Lista utworów
| Edycja standardowa | Edycja standardowa   | Edycja standardowa                                          | Edycja standardowa                           | Edycja standardowa |
| Nr                 | Tytuł utworu         | Autorzy                                                     | Produkcja                                    | Długość            |
| ------------------ | -------------------- | ----------------------------------------------------------- | -------------------------------------------- | ------------------ |
| 1.                 | „Bad Habits (Intro)” | Levesque, Jordan Orvosh, Jason Gilbert, Sebastian Kole      | Jordan XL, JoJo                              | 1:09               |
| 2.                 | „So Bad”             | Levesque, Bishouty, Kreviazuk, McKinney, Wiggins            | Doc McKinney, Wiggins, JoJo, Bishouty        | 3:11               |
| 3.                 | „Pedialyte”          | Levesque, Norton, Losnegard, Pieranunzi, Chimenti, Brewer   | Lido                                         | 4:06               |
| 4.                 | „Gold”               | Levesque, Lykken, James, McCurdy, Petrosino, Hogan          | A Pluss, Noise Club, Lido                    | 2:26               |
| 5.                 | „Man”                | Levesque, LaRue, Doss Jr., Barnes, Quinn, Lena, Lazar       | Beatgodz, Fade Majah, JoJo, Parker           | 2:53               |
| 6.                 | „Small Things”       | Levesque, Skeie, Ailin, McCurdy, Petrosino, Hogan, Windley  | A Pluss, Noise Club, Wow Jones, JoJo, Parker | 3:24               |
| 7.                 | „Lonely Hearts”      | Levesque, Boland, Bishouty, McKinney, Wiggins               | Doc McKinney, Wiggins, JoJo, Bishouty        | 3:23               |
| 8.                 | „Think About You”    | Levesque, Jackson, Losnegard                                | Lido, JoJo                                   | 3:48               |
| 9.                 | „Comeback”           | Levesque, LaRue, Gloade, Morgane                            | 30 Roc, Dat, Boi, Squeeze, JoJo              | 3:30               |
| 10.                | „Don't Talk Me Down” | Levesque, Dunn, Losnegard                                   | Lido, Lenox, JoJo, Dunn                      | 3:27               |
| 11.                | „Proud (Outro)”      | Levesque, Lykken, Jamie Hartman, Losnegard, Brandon Wollman | Lido, Santell, JoJo                          | 3:19               |
|                    |                      |                                                             |                                              | 34:36              |

## Notowania
| Lista przebojów (2020)            | Najwyższa pozycja |
| --------------------------------- | ----------------- |
| Portugalia (AFP)                  | 22                |
| Stany Zjednoczone (Billboard 200) | 33                |
| Szkocja (OCC)                     | 78                |
| UK R&B Albums (OCC)               | 4                 |
| Wielka Brytania (OCC)             | 44                |